# ゲロルシュタイナー
ゲロルシュタイナー (Gerolsteiner) は、スパークリング・ナチュラルミネラルウォーターのブランド。
日本ではポッカサッポロフード&ビバレッジにより輸入・販売されている。
2021年12月22日 2022年3月末で日本での販売を中止する事がポッカサッポロから発表された。
他社が日本での販売権を得て販売するかは不明。

## 概要
採取地は、ドイツ西部、アイフェル火山の麓に位置するラインラント＝プファルツ州ゲロルシュタイン。
ドイツで120年以上の歴史をもち、世界20カ国以上で飲まれている硬水の天然炭酸水である。
ラベルのマークに、ゲロルシュタイン町の赤い星の紋章を使っている。ドイツでもっとも飲まれている。

### 基本情報
- タンパク質 - 0 (mg / l)
- 炭水化物、糖質 - 0 (mg / l)
- ナトリウム - 122 (mg / l)
- カルシウム - 359 (mg / l)
- カリウム - 10〜18 (mg / l)
- マグネシウム - 100 (mg / l)
- 重炭酸イオン - 1770mg (mg / l)
- 硬度 - 1310 (mg / l)
- pH - 6.5
- 水源 - ドイツ アイフェル火山麓 ゲロルシュタイン

## サイクルロードレース
本国での販売元であるゲロルシュタイナー社はヨーロッパで人気の高いサイクルロードレースの支援に力を入れており、ドイツに本拠地を置くUCIプロツアー参加チーム「チーム・ゲロルシュタイナー (en:Team Gerolsteiner)」のメインスポンサーとなっている。1998年設立。
レース前後に選手はゲロルシュタイナーの製品を飲んでいるが、市販品とは違い、炭酸ガスを抜いた「ロードレース仕様」であるらしい。
チームの性質上ドイツ人選手を多く抱えるが、現在はシュテファン・シューマッハー（2007年アムステルゴールドレース優勝）、ダヴィデ・レベリン（2007年フレッシュ・ワロンヌ優勝）などが有力選手となっている。
機材にはスペシャライズドを使用している。
2007年9月、サイクルロードレース界での度重なるドーピング問題を理由に、2008年度シーズンを以てゲロルシュタイナーがスポンサーから撤退すると発表した。チームは新たなメインスポンサーを探していたが、新たなスポンサーを見つけることができず、2008年シーズン終了を以てチームを解散することが決定した。

## GEROCK
2012年から、日本で行われている世界初のミュージックプロジェクト企画。ゲロルシュタイナーの炭酸音で生成されたエフェクト音で、音楽を奏でる。
ミュージックビデオ、メイキング映像ともに、YouTubeの公式チャンネルで視聴することができる。

### 過去のGEROCKアーティスト
|       | アーティスト       | 曲名               | 発売日                  |
| ----- | ------------------ | ------------------ | ----------------------- |
| 第1弾 | MAN WITH A MISSION | Get Off of My Way  | 2012年7月18日・アルバム |
| 第2弾 | BIGMAMA            | Mr. & Mrs. Balloon | 2012年9月12日・シングル |
| 第3弾 | [Champagne]        | starrrrrrr         | 2013年1月23日・シングル |

- 2013年1月14日に、品川ステラボールで1000組2000名を無料招待し、「GEROCK LIVE」が開催された。

## イメージキャラクター
- 城田優（サッポロ飲料）
- 安藤裕子（サッポロ飲料）
- 玉木宏（ポッカサッポロフード&ビバレッジ）
- 長谷部瞳（ポッカサッポロフード&ビバレッジ）
- 道端ジェシカ（ポッカサッポロフード&ビバレッジ）
- ROLAND（ポッカサッポロフード&ビバレッジ）